# تقرير خبرة
تقرير خبرة  أو تقرير خبير في القانون وفي الهندسة وفي الطب (بالإنجليزية:Expert witness أو Expertise) قد يكون تقرير الخبير في مسألة قانونية أو في مسألة هندسية أو في مسألة طبية أو غيرها .

## تعريف
ويشكل تقرير الخبرة في موضوع هندسي عبارة عن وصف منطقي تحليلي للمشكلة المنظورة واستنتاج التبعات من أجل التوصل إلى نتيجة وحكم واقعي لواقعة معينة أو لحالة معينة ، وقد يقوم خبير واحد بتقديم تقرير الخبرة أو عدة خبراء . ويقدم الخبير في العادة موجودات الحدث ويحلل تبعاته .
ويكتسب تقرير الخبرة الثقة من إجازة الخبير التي يكتسبها من خلال نظام موثوق فيه لاختباره واعطائه شهادة تفيد إلمامه بمستوي معرفة عالي في موضوع تخصصي معين .

## ليشتنشتاين
يقوم بإعطاء تقرير الخبرة الرسمي في بلد مثل ليشتنشتاين أحد موظفي المصلحة . ويجرى اختيار الخبير في ليشتنشتاين من خلال نظام عام للاختيار ، ويحدد رواتبهم . 

### في النمسا
يقوم في النمسا موظف خبرة يتبع المصلحة صاحبة الشأن ، ويقوم باصدار تقرير الخبرة بناء عن قرار منها . وتنظم المادة 
AVG §§ 52 من قانون تنظيم الإدارة العامة الطريقة المتبعة وتعيين الخبير الرسمي.
وفي مجال الحكم في قضايا الإجرام ، تنظم المادة §§ 126 من قانون قضايا الإجرام متطلبات الخبير القانوني وواجباته وإشراكه وتوكيله في قضايا الإجرام لإعطاء تقريره قبل النطق بالحكم ، من أجل رعاية ظروف المتهم .

## اقرأ أيضا
- خبير (اقتصاد)

## وصلات خارجية
- Die entgeltliche und unregistrierte Erstattung wissenschaftlicher Gutachten in allen Bereichen des Rechts (PDF-Datei; 117 kB)
- Planungszellen & Bürgergutachten